# Tenkasi (Distrikt)
Der Distrikt Tenkasi (Tamil: தென்காசி மாவட்டம்) ist ein Distrikt des indischen Bundesstaates Tamil Nadu. Verwaltungszentrum des Distrikts ist die namengebende Stadt Tenkasi.

## Geografie

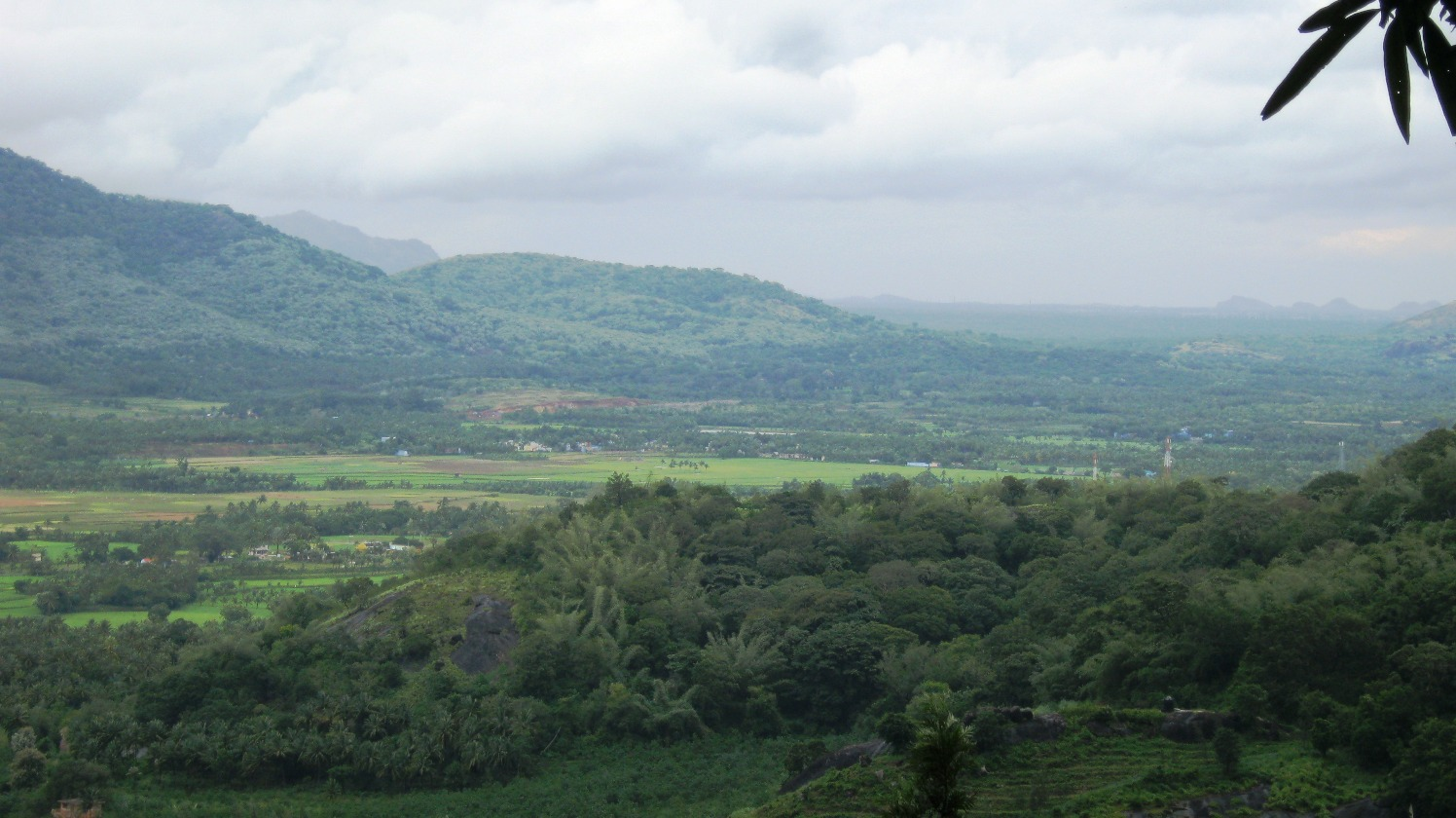
Blick auf die Ausläufer der Westghats

Der 2882,44 km² große Distrikt Tenkasi liegt im Südwesten Tamil Nadus an der Grenze zu Kerala. Nachbardistrikte sind Virudhunagar im Norden, Thoothukudi im Osten, Tirunelveli im Süden sowie der indische Bundesstaat Kerala im Westen.
Der Westen hat der Distrikt Anteil an den Westghats und der Osten gehört zum Tiefland von Tamil Nadu. Durch den Distrikt Tenkasi fließen mehrere Flüsse, darunter der Chittar und der Anumanadi. Im Distrikt Tenkasi herrscht ein wechselfeuchtes Tropenklima vor. Etwa die Hälfte des Jahresniederschlags von ungefähr 845 mm fällt in den Monaten des Nordostmonsuns (Oktober bis Dezember). Der Niederschlag kann stark zwischen den Jahren variieren.

## Geschichte
Der Distrikt hat seinen Namen von der Distrikthauptstadt Tenkasi. Diese wurde im 13. Jahrhundert gegründet und avancierte im 15. Jahrhundert zur Hauptstadt des Pandya-Reichs. Im Altertum und Mittelalter wurde das Gebiet von Tenkasi die meiste Zeit von Madurai aus beherrscht: Zunächst bis ins 4. Jahrhundert und dann erneut ab dem 12. Jahrhundert von den Pandyas, im 14. Jahrhundert vom kurzlebigen Sultanat Madurai und dann wieder ab dem 16. Jahrhundert durch die Nayaks von Madurai. In den Wirren, die auf den Untergang der Nayak-Herrschaft folgten, kam das Gebiet 1743 nominell unter die Kontrolle der Nawabs von Arcot, tatsächlich übten aber lokale Feudalherrscher die Macht aus. Ab 1755 bemühten sich die Briten, Tenkasi unter ihre Kontrolle zu bringen. Endgültig kam das Gebiet 1801 unter die Herrschaft der Britischen Ostindien-Kompanie, als der Nawab von Arcot sein Territorium an die Briten abtrat.
Die Briten gliederten das Gebiet des heutigen Distrikts Tenkasi in den Distrikt Tinnevelly (Tirunelveli) in die Provinz Madras ein. Nach der indischen Unabhängigkeit kam der Distrikt als Teil des Distrikts Tirunelveli an den neuformierten Bundesstaat Madras, der im Zuge des States Reorganisation Act 1956 nach den Sprachgrenzen des Tamil neu formiert und später in Tamil Nadu umbenannt wurde. 1956 wurde auch der Taluk Shenkottai, der zuvor zu Travancore gehört hatte, wegen seiner überwiegend tamilischen Bevölkerung dem Bundesstaat Madras zugeschlagen und in den Distrikt Tirunelveli eingegliedert. Am 31. Dezember 2019 wurde aus sechs Taluks (Alangulam, Sankarankovil, Shenkottai, Sivagiri, Tenkasi und Veerakeralamputhur) im Norden des Distrikts Tirunelveli der neue Distrikt Tenkasi gebildet.

## Bevölkerung
Nach der Volkszählung 2011 lebten im Gebiet des späteren Distrikts 1.440.795 Personen (714.215 männlich, 726.580 weiblich). Die Bevölkerungsdichte lag mit 500 Personen pro Quadratkilometer etwas unter dem Durchschnitt Tamil Nadus (555 Einwohner pro km²). 292.900 Personen (20,3 %) wurden zu den registrierten unterprivilegierten Kasten (Scheduled Castes) gezählt und 3656 Personen (0,25 %) zur registrierten indigenen Stammesbevölkerung (Scheduled Tribes, Adivasi). Die Alphabetisierungsrate betrug 78,0 % und lag damit knapp unter dem Durchschnitt des Bundesstaats (80,09 %). 613.758 Einwohner (42,60 %) lebten in städtischen Siedlungen. 1.209.010 Personen (83,91 %) waren Anhänger des Hinduismus, 138.873 (9,64 %) Muslime, 91.131 Christen (6,33 %), und 1781 Personen (0,12 %) gehörten anderen Religionen an oder machten keine Angaben. Die gesprochenen Sprachen waren 2011: Tamil (1.368.017 Personen, 98,78 % der Distriktbevölkerung), Telugu (13.503, 0,97 %) und Malayalam (1765, 0,12 %).

### Verwaltungsgliederung
Im Jahr 2022 war der Distrikt in acht Taluks eingeteilt: Tenkasi, Kadayanallur, Thiruvengadam, Sankarankoil, Shenkottai, Veerakeralampudur, Alangulam und  Sivagiri. Es gab sechs Städte mit eigener Stadtverwaltung (Municipality) und 17 nach dem Panchayat-System verwaltete Kleinstädte (Town Panchayats) Sechs Städte hatten bei der Volkszählung 2011 mehr als 25.000 Einwohner:
- Kadayanallur (90.364)
- Tenkasi (70.545)
- Puliankudi (Puliyankudi) (66.034)
- Sankarankoil (Sankarankovil) (57.277)
- Surandai (35.272)
- Shenkottai (Sengottai) (26.823)

## Wirtschaft
Der Distrikt Tenkasi ist in hohem Maße landwirtschaftlich geprägt. In den Jahren 2020 und 2021 waren die Hauptprodukte (mit Anbaufläche in km²) Reis (830 km²), Urdbohnen (339 km²) und Mais (135 km²). Von Bedeutung ist auch die Tierhaltung von Rindern, Ziegen, Schafen, Hühnern und Schweinen.

## Verkehr
Viele Dörfer sind über Buslinien an das regionale Verkehrsnetz angeschlossen. Hinzu kommen als überregionale Straßenverbindungen mehrere National Highways und State Highways. Auf dem Gebiet des Distrikts gibt es die Bahnlinien von Tirunelveli nach Virudunagar und weiter nach Nordindien und die Bahnstrecke nach Kollam in Kerala.

## Sehenswürdigkeiten
Im Distrikt Tenkasi befinden sich zahlreiche Hindu-Tempel. Am bekanntesten ist der Sankara-Narayanasamy-Tempel, ein Shiva-Tempel, dessen Anfänge auf das 11. Jahrhundert zurückgehen. Sehenswert sind zudem der Arulmigu Thirumalai Kumara Swamy, ein Schrein auf einem Tafelberg im Ort Panpoli, sowie die Wasserfälle von Courtallam.

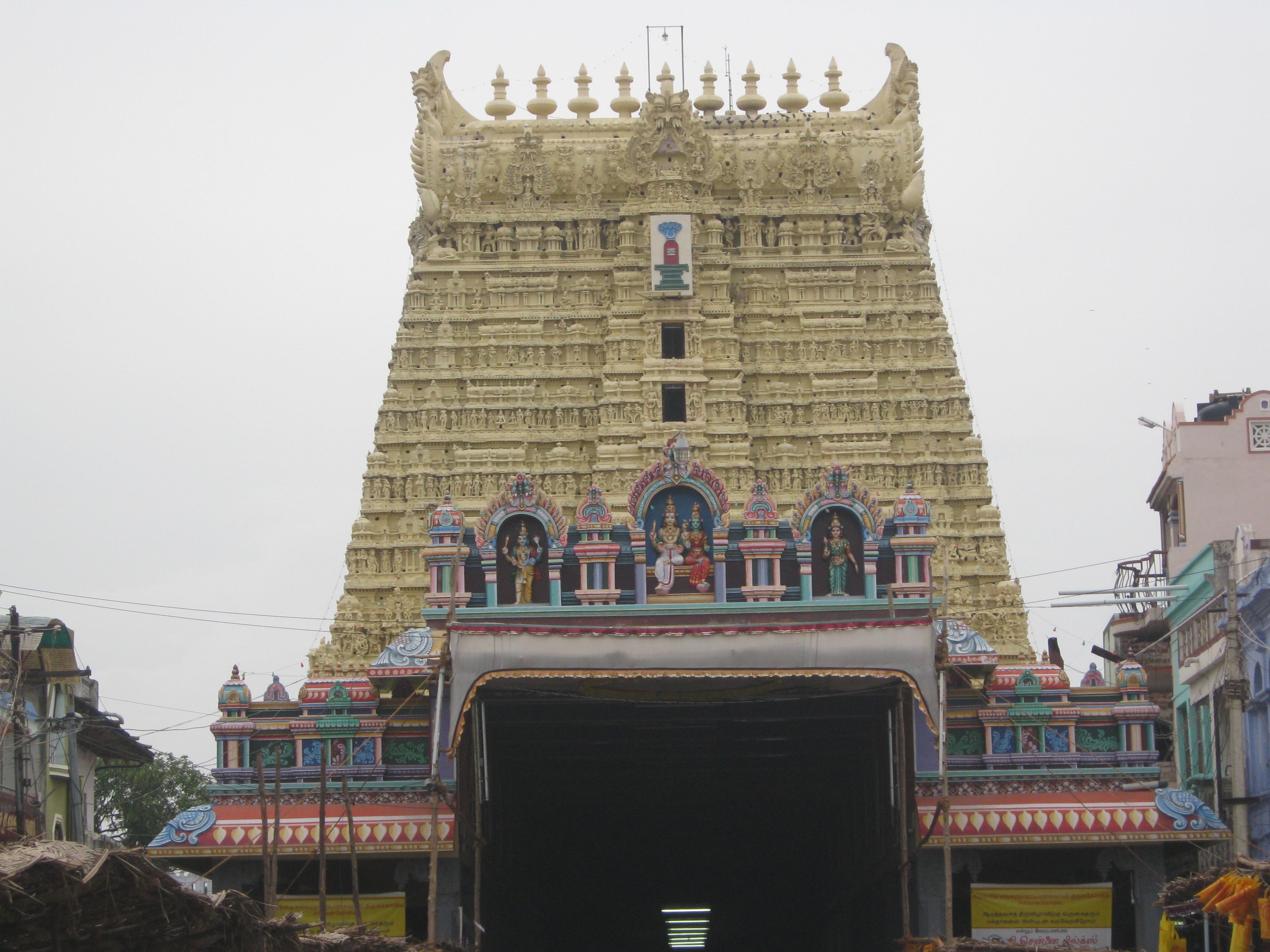
Sankara-Narayana-Swamy-Tempel
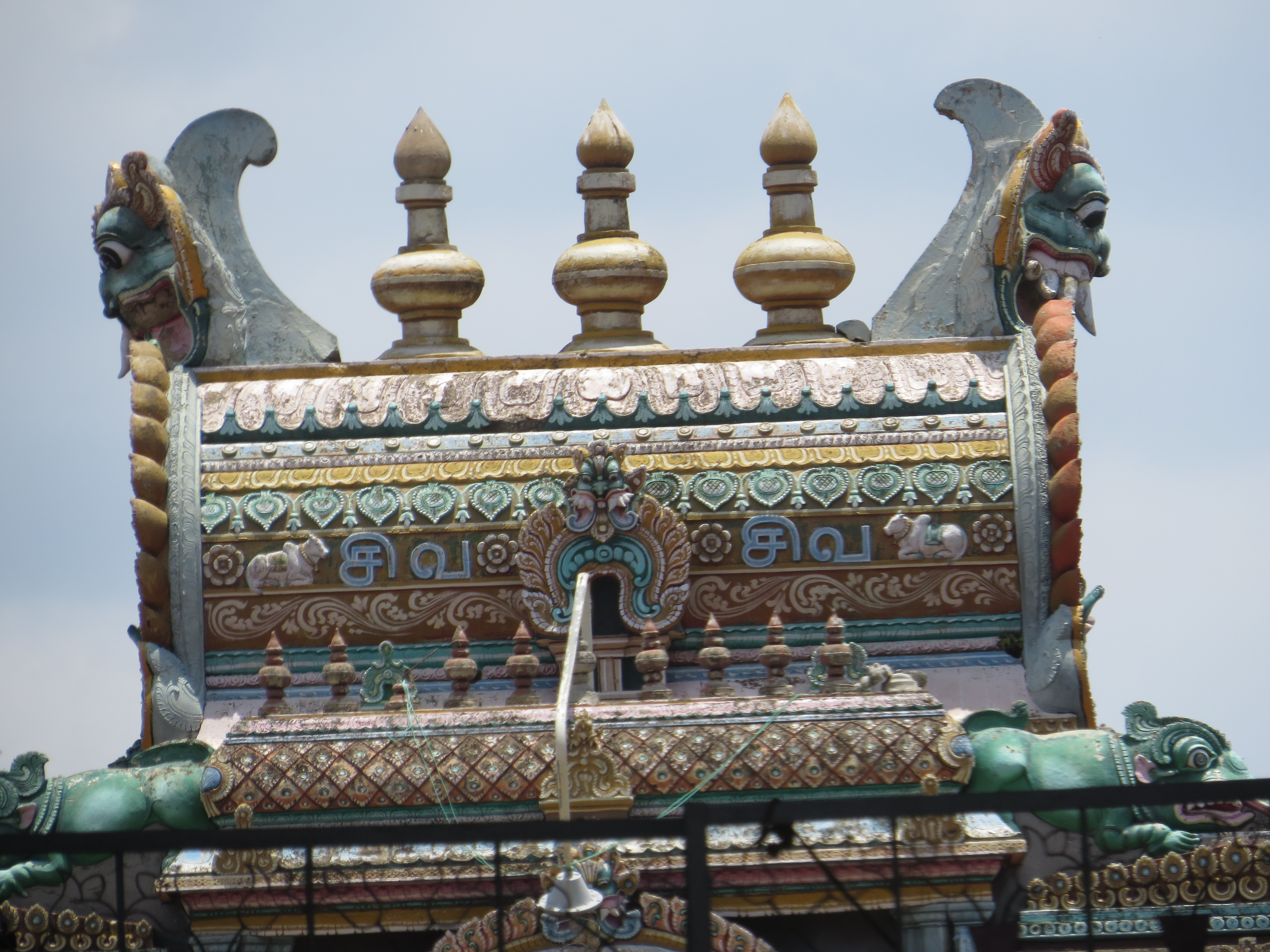
Tempel Kasi Viswanathar in Tenkasi
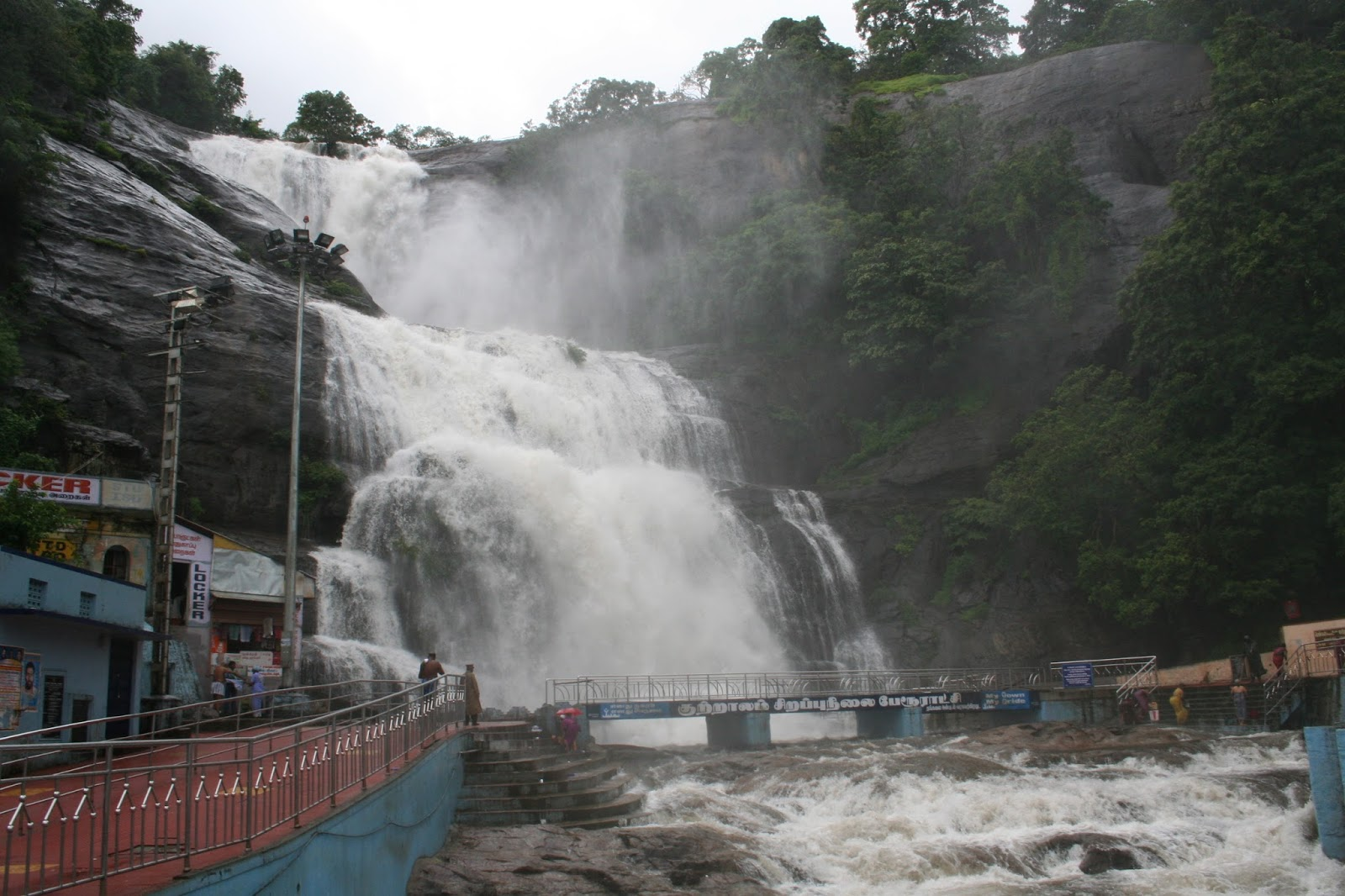
Der Wasserfälle von Courtalam
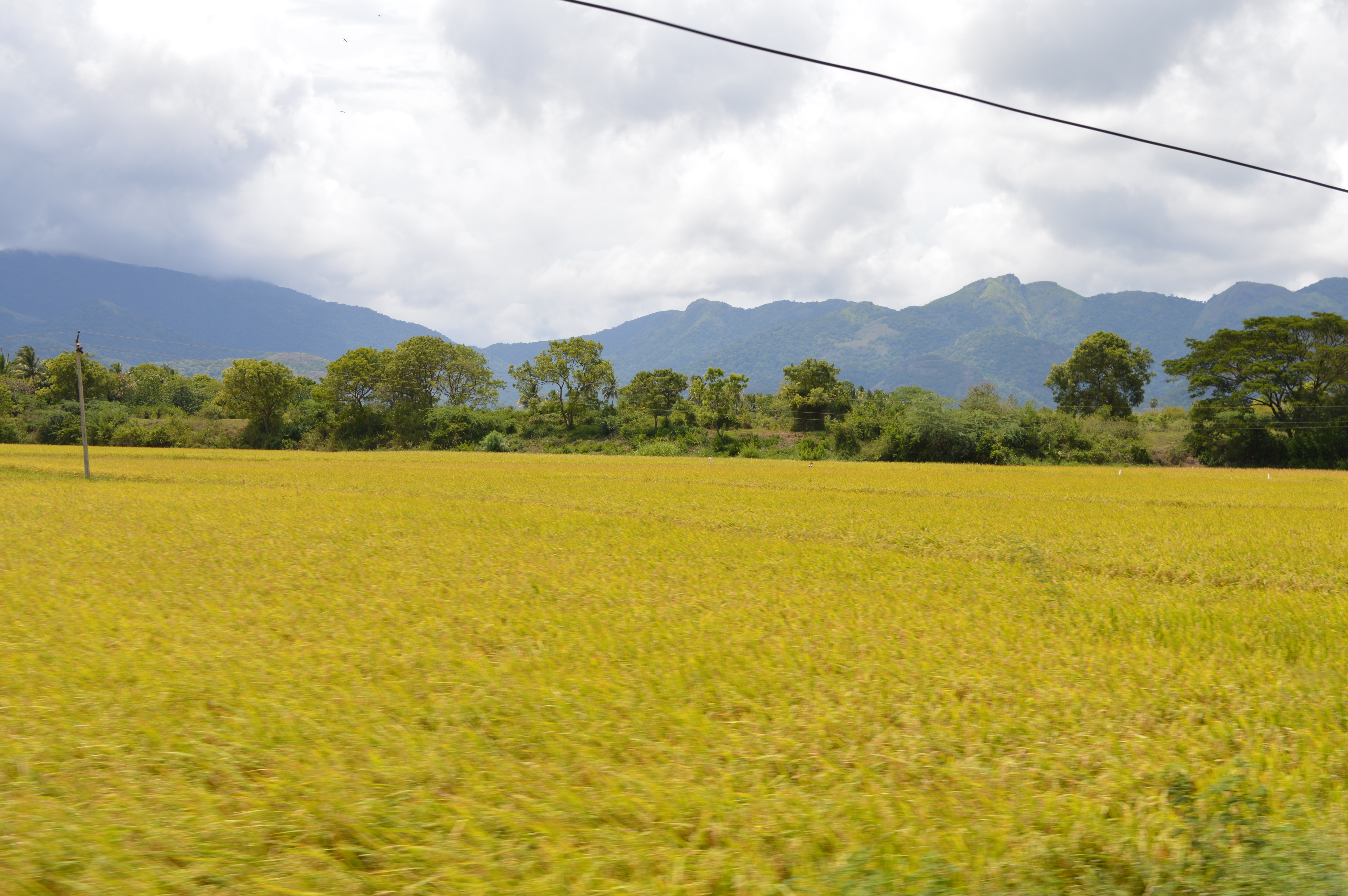
Landschaft bei Kuttralam